# Motorway M25
L'autostrada britannica M25 (Motorway M25), nota anche come M25 corridor o anche come London orbital, è un'autostrada lunga 188 km che circonda la Greater London in Gran Bretagna. È famosa per la congestione del traffico e per l'elevato numero di incidenti che vi occorrono, e circonda Londra quasi completamente; la soluzione di continuità si verifica ad est con l'incrocio con la A282, che collega le due sponde del Tamigi. Progettata per attenuare il traffico nel centro di Londra, essa è uno dei raccordi anulari più lunghi al mondo. In Europa, la M25 è seconda soltanto al raccordo anulare di Berlino (A 10) che è lungo 196 km, otto in più rispetto alla M25.

## Descrizione

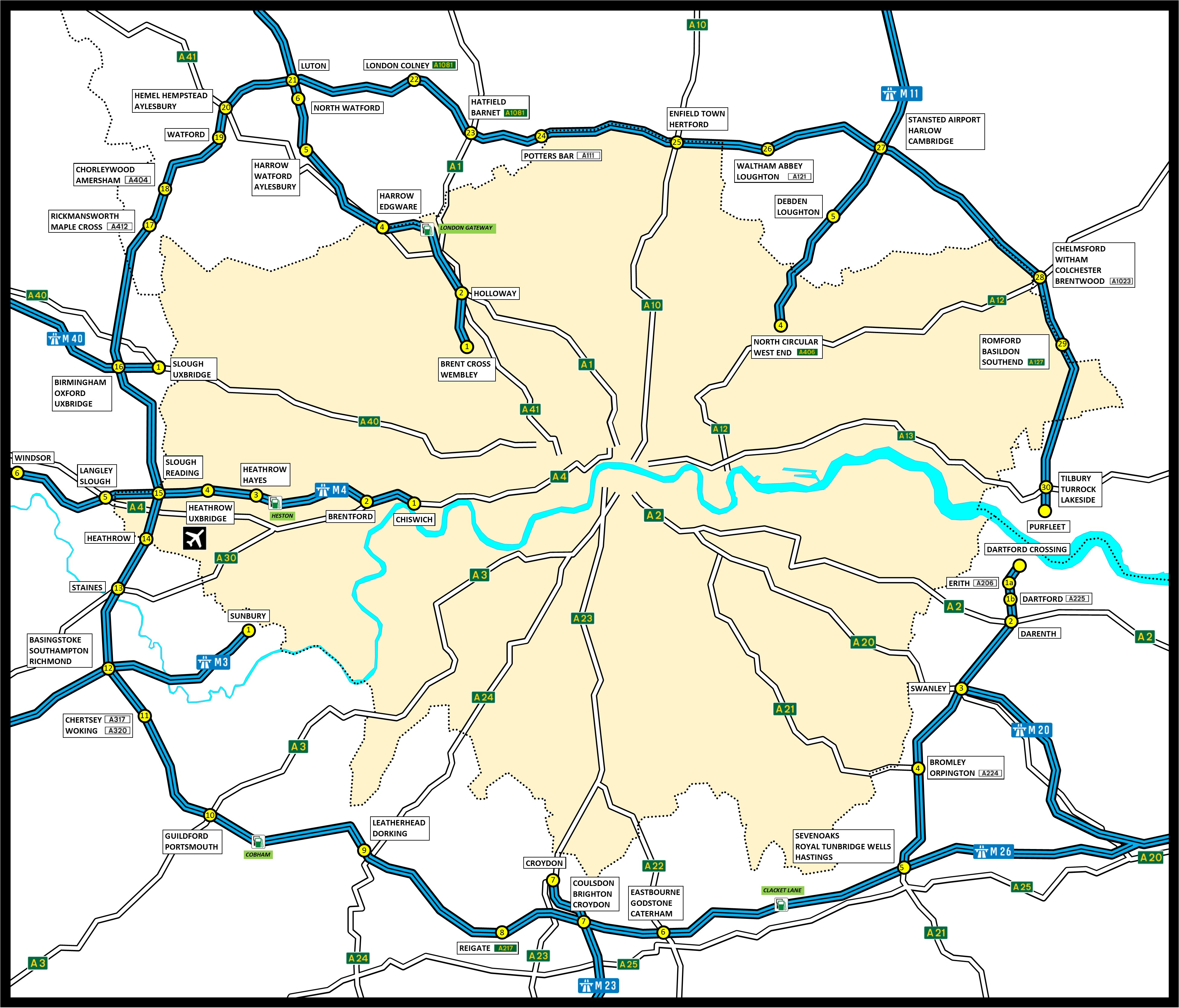
Mappa della Motorway M25 e i diversi collegamenti autostradali e stradali principali

L'autostrada ha sei corsie per gran parte della sua lunghezza (tre per entrambe le direzioni), anche se vi sono alcuni tratti, nei pressi delle uscite, che hanno quattro corsie e fra le uscite da 12 a 6 e nei pressi di Dartford vi sono otto corsie. La sua larghezza è stata poi portata a dieci corsie fra le uscite 12 e 14 e al dodici corsie fra le uscite 14 e 15 nel novembre 2005. Esiste comunque un progetto di portare l'intero percorso della M25 a otto corsie ad eccezione del tratto fra le uscite 3 e 5 nonostante questo sia particolarmente trafficato.
La M25 è una delle autostrade più trafficate di Europa con un picco di 196.000 veicoli al giorno registrato nel 2003 fra le uscite 13 e 14 vicino all'Aeroporto di Heathrow, che è comunque molto meno dei 257.000 veicoli al giorno registrati nel 2002 sull'autostrada francese A4 a Saint-Maurice, nei sobborghi di Parigi, i 216.000 veicoli al giorno registrati nel 1998 sulla autostrada tedesca A 100 vicino alla Funkturm di Berlino o ancora i più di 200.000 veicoli al giorno che percorrono la tangenziale A23 nel sud di Vienna.
La M25 non è un anello completo. Ad est di Londra esiste un attraversamento sul Tamigi fra Thurrock e Dartford che è costituito da due tunnel e dal Queen Elizabeth II Bridge detto Canterbury Way. Il transito sul ponte o nei tunnel è soggetto a pedaggio.
All'uscita 5 vicino a Sevenoaks, gli automobilisti che intendono continuare il tragitto sulla M25, in entrambe le direzioni, debbono passare sulla M26 quelli che marciano in senso antiorario verso est (verso la M20) ed in senso orario sulla A21 coloro che vanno verso la costa sud.
La strada, lungo la sua lunghezza, passa in diverse regioni oltre che nel territorio della Greater London. Fra le uscite 1 e 5 corre sul territorio del Kent, fra la 6 e la 14 si snoda nel Surrey (passando dal territorio della Greater London al Berkshire), fra la 15 e la 16 entra nel Buckinghamshire, mentre fra la 17 e la 24 passa nell'Hertfordshire, nella 25 nel territorio della Greater London, fra la 26 e la 28 entra nell'Essex, nella 29 rientra nella Greater London per poi tornare nell'Essex fra la 30 e la 31. Il servizio di controllo su questa grande arteria è svolto da un pool di polizie composto dalla Metropolitan Police Service, Thames Valley Police, Essex Police, Kent Police, Hertfordshire Constabulary e Surrey Police.
La distanza dell'autostrada dal centro di Londra (considerato Charing Cross) varia da circa 20 km vicino a Potters Bar a circa 32 km vicino a Byfleet. In alcuni centri come Enfield, Hillingdon e Havering, i confini sono stati allineati alla M25 mentre in altri, particolarmente in Essex e Surrey, essi sono distanti diversi chilometri. Grandi città come Epsom, Watford e Loughton si trovano all'interno della M25 mentre North Ockendon è l'unico comune della Greater London ubicato all'esterno della M25. Nel 2004, un'indagine realizzata fra il pubblico stabilì la richiesta di allineare i limiti della Grande Londra all'autostrada M25.
Le tre aree di servizio sono ubicate a nord (uscita 23 South Mimms), sud est (Clacket Lane) ed est (Thurrock).

## Storia

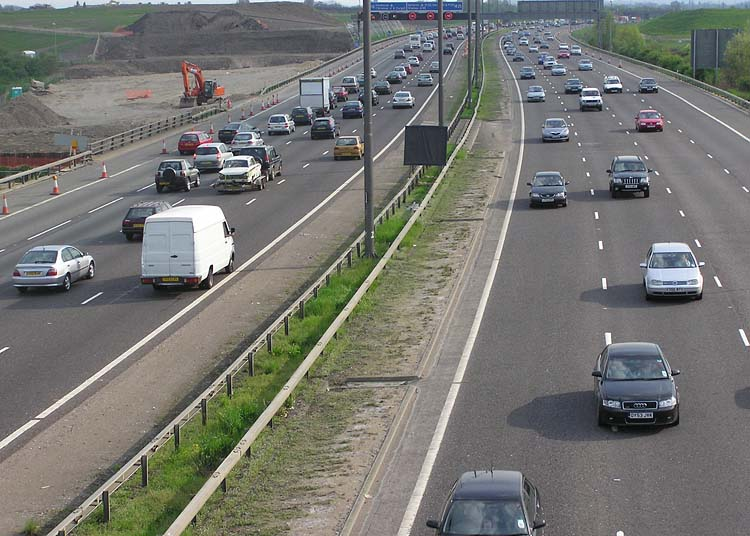
L'autostrada M25 fra le uscite 14 e 15, vicino all'Aeroporto di Heathrow.

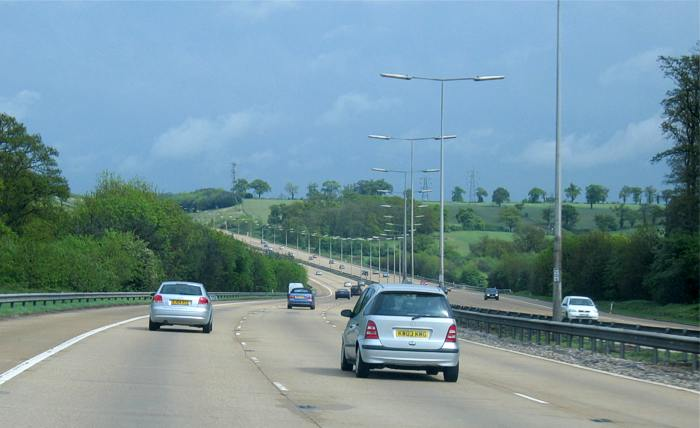
L'autostrada M25 fra l'uscita 24 (A111, Potters Bar) e la 25 (A10, Waltham Cross & Enfield).

L'idea della costruzione di un raccordo anulare intorno a Londra venne proposta nei primi anni del XX secolo e poi riesaminata diverse volte nella prima metà del secolo.
Soltanto negli anni sessanta, il Greater London Council sviluppò un ambizioso progetto che prevedeva la costruzione di una rete di anelli stradali intorno alla capitale. Il piano incontrò subito notevoli avversioni a causa delle demolizioni occorrenti per la costruzione degli anelli più interni e per la conseguente enormità dei costi per gli espropri. Esso venne modificato diverse volte a seguito di opposizioni da parte dei residenti e del governo e venne poi definitivamente accantonato nel 1973. Alcuni tratti dell'anello iniziarono ad essere costruiti nel 1973 e vennero aperti al traffico nel 1975 come primo nucleo della M25 (uscite dalla 23 alla 24) e nel 1976 (uscite dalla 6 alla 8).
La costruzione della M25 continuò fino al suo completamento avvenuto nel 1986. I lavori non vennero eseguiti con continuità ma in piccoli tratti così come quello da Dartford a Swanley (uscite da 1 a 3) e da Potters Bar ad Enfield Town (uscite da 24 a 25). Via via che detti tratti venivano completati, essi venivano collegati al tracciato esistente.
La M25 venne inaugurata ufficialmente il 29 ottobre 1986 dal Primo Ministro signora Margaret Thatcher, che aprì il tratto fra U22 e U23 (da London Colney a South Mimms).
Essa venne subito considerata un'autostrada ormai sorpassata per via dell'aumento esponenziale del traffico intervenuto fra l'inizio della sua costruzione ed il completamento della stessa. Nel giro di pochi anni divenne troppo congestionata, tanto da meritarsi il nome di "M25 car park" (M25 parcheggio) e la situazione è andata di male in peggio nei successivi venti anni.
Il costo iniziale di costruzione della M25 fu di 631,9 milioni di sterline ma a questa somme vanno sommate le somme pagate per espropri e sistemazione delle costruzioni demolite.
Recentemente, per ovviare alla perenne congestione del traffico nella sezione sud-ovest vicino Woking, è stato costruito, in via sperimentale, un controllo automatico del traffico chiamato MIDAS (Motorway Incident Detection and Automatic Signalling). Esso è costituito da un sistema integrato di sensori di rilevazione di pioggia, telecamere di rilevamento della velocità e del superamento dei limiti assistiti da pochi operatori. Il sistema comunque non ha realizzato grandi miglioramenti sulla congestione del traffico.

## Miglioramenti
Quando venne realizzato, il tratto di M25 ad ovest dell'uscita 25 fino al termine dell'Holmsdale Tunnel aveva soltanto due corsie. Questo causava degli ingorghi a causa del fatto che la maggior parte del traffico non lasciava l'autostrada. Venne pertanto decisa la realizzazione di lavori per l'allargamento del tratto con la costruzione di una nuova corsia per senso di marcia. Detti lavori ebbero termine, prima della data preventivata, verso la fine del 2007.
Nell'estate del 2007 vennero iniziati i lavori per allargare gli svincoli dell'uscita 28 in entrambe le direzioni di marcia, allo scopo di ridurre la coda di veicoli incolonnati sulle rampe di uscita nelle ore di punta.

## Sviluppi futuri
È stato deciso di allargare un tratto lungo 101 km fra le uscite 5-6 e 16-30 portandolo da sei ad otto corsie per un costo di più di 5 miliardi di sterline La Highways Agency ha bandito una gara di appalto e sono state scelte alcune imprese che dovranno riformulare le loro offerte nel gennaio 2008.

## Uscite
| Motorway                                                                             |                                     |                                                                                     |
| Uscite in senso orario                                                               | Uscita                              | Uscite in senso antiorario                                                          |
| Dartford Crossing A282                                                               |                                     |                                                                                     |
| Erith A206                                                                           | U1a                                 | Swanscombe A206                                                                     |
| Dartford A225                                                                        | U1b                                 | Uscita interdetta                                                                   |
| Londra (South East), Canterbury A2, (), Bluewater Dartford (A225)                    | U2                                  | Londra;(South East), Canterbury A2, (), Bluewater                                   |
| Londra (South East) A20 Maidstone Swanley B2173                                      | U3                                  | Maidstone, Eurotunnel, Folkestone, Dover Londra (South East), Swanley A20           |
| Bromley A21 Orpington A224                                                           | U4                                  | Bromley A21 Orpington A224                                                          |
| Sevenoaks, Royal Tunbridge Wells, Hastings A21                                       | U5                                  | Maidstone, Eurotunnel, Folkestone, Dover () Sevenoaks, Royal Tunbridge Wells A21    |
| Area di servizio di Clacket Lane                                                     |                                     |                                                                                     |
| East Grinstead, Eastbourne, Caterham, Godstone A22 Westerham (A25)                   | U6                                  | East Grinstead, Eastbourne, Caterham, Godstone, A22 Redhill (A25)                   |
| Gatwick Airport, Crawley, Brighton, East Grinstead, Croydon                          | U7                                  | Gatwick Airport, Crawley, Brighton, Croydon                                         |
| Reigate, Sutton A217 Redhill (A25)                                                   | U8                                  | Reigate, Sutton A217 Kingston (A240)                                                |
| Leatherhead A243 Worthing (A24)                                                      | U9                                  | Leatherhead A243 Worthing (A24)                                                     |
| Londra (South West), Sutton, Guildford, Portsmouth A3                                | U10                                 | Londra (South West), Guildford, A3                                                  |
| Chertsey A317 Woking A320                                                            | U11                                 | Woking A320 Chertsey A317                                                           |
| Basingstoke, Southampton, Richmond                                                   | U12                                 | Basingstoke, Southampton, Richmond                                                  |
| Staines A30                                                                          | U13                                 | Londra (West), Staines, Windsor A30                                                 |
| Aeroporto di Heathrow (Terminali 4, 5 e Cargo) A3113                                 | U14                                 | Aeroporto di Heathrow (Terminali 4, 5 e Cargo) A3113                                |
| The WEST, Slough, Reading, Londra (West), Aeroporto di Heathrow (Terminali 1, 2 e 3) | U15                                 | The WEST, Slough, Reading, Londra (West), Aeroporto di Heathrow (Terminali 1 2 e 3) |
| Birmingham, Oxford, Uxbridge, Londra (West)                                          | U16                                 | Birmingham, Oxford, Uxbridge, Londra (West)                                         |
| Maple Cross (A412)                                                                   | U17                                 | Maple Cross, Rickmansworth (A412)                                                   |
| Rickmansworth, Chorleywood, Amersham A404                                            | U18                                 | Chorleywood, Amersham A404                                                          |
| Watford A41                                                                          | U19                                 | Uscita interdetta                                                                   |
| Hemel Hempstead, Aylesbury A41                                                       | U20                                 | Hemel Hempstead, Aylesbury A41 A4251                                                |
| The NORTH, Luton & Airport                                                           | U21                                 | The NORTH, Luton & Airport                                                          |
| Watford A405 Harrow (south)                                                          | U21A                                | St Albans A405 Londra (North West) (south)                                          |
| St Albans A1081                                                                      | U22                                 | St Albans A1081                                                                     |
| Hatfield Londra (North West) A1 Barnet A1081                                         | U23 Area di servizio di South Mimms | Hatfield Londra (North West) A1 Barnet A1081                                        |
| Potters Bar A111                                                                     | U24                                 | Potters Bar A111                                                                    |
| Enfield Town, Hertford A10                                                           | U25                                 | Enfield, Hertford A10                                                               |
| Waltham Abbey, Loughton A121                                                         | U26                                 | Waltham Abbey, Loughton A121                                                        |
| Londra (North East), Stansted Airport, Harlow, Cambridge                             | U27                                 | Londra (North East), Stansted Airport, Harlow, Cambridge                            |
| Chelmsford, Witham, Colchester A12 Brentwood A1023                                   | U28                                 | Chelmsford, Romford A12 Brentwood A1023                                             |
| Romford, Basildon, Southend A127                                                     | U29                                 | Basildon, Southend A127                                                             |
| Thurrock, Tilbury A13                                                                | U30 Area di servizio di Thurrock    | Dagenham, Thurrock (Lakeside), Tilbury A13, (A1306, A126, A1090)                    |
| Uscita interdetta                                                                    | U31                                 | South Ockendon, Dagenham A1306                                                      |
| Dartford Crossing A282                                                               |                                     |                                                                                     |